# بوبي سنكلير
بوبي سنكلير (بالإنجليزية: Bobby Sinclair)‏ (29 يونيو 1915 في المملكة المتحدة - 2 يوليو 1993 في المملكة المتحدة) هو لاعب كرة قدم بريطاني (وحمل سابقاً جنسية المملكة المتحدة لبريطانيا العظمى وأيرلندا) في مركز جناح ‏. لعب مع نادي تشيسترفيلد ونادي فالكيرك وهارت أوف ميدلوثيان ودارلينجتون إف سى وموسيلبيرج أثليتيك ‏.